# Fellipe fisichella
Fellipe Minervini Coury Fisichella (Campo Grande, Mato Grosso do Sul, 30 de abril de 1987) é um treinador de futebol brasileiro. Hoje faz parte da United Soccer Agency e é diretor de Futebol do América United Futebol Clube, time de base de Campo Grande/MS.
Ex-Jogador de futebol profissional, Fellipe Fisichella fez sua formação na base no Operário Futebol Clube e estreou profissionalmente pelo Esporte Clube Campo Grande, no ano de 2006. Após um ano transferiu para os Estados Unidos onde jogou pelo Milwalkee Wave, Marin FC, Marin Boyz Club e Irvine Valley College, pelas ligas MILS, PSL e College League.
Como Treinador atual como SCOUT na pré-temporada do Esporte Clube Comercial no titulo estadual sul-mato-grossense de 2011. Também como Scout foi vice-campeão estadual estadual sul-mato-grossense com a equipe do Novo Futebol Clube.
Em 2021 assumiu o projeto do Miami Dade Football Club sendo responsável pela capitação e academia de rendimento no centro-oeste. Fazendo parte da comissão técnica do clube em seus tour pela Europa nos anos de 2022, 2023 e 2024.
No ano de 2024 fechou parceria para ser captador do Operário Ferroviário Esporte Clube na região centro-oeste.